# Loretta King
Pour les articles homonymes, voir King.
Loretta King est une actrice américaine, surtout connue pour avoir joué le premier rôle féminin du film La Fiancée du monstre, réalisé par Ed Wood en 1955.

## Biographie
En 1955, elle apparaît deux fois à la télévision et joue le rôle féminin principal dans La Fiancée du monstre. Elle aurait obtenu le rôle principal de ce dernier film à la place de Dolores Fuller (actrice et épouse d'Ed Wood, à qui le rôle était initialement destiné). 
Vingt ans après, au milieu des années 1970, elle joue un petit rôle dans deux films de blaxploitation réalisés par Horace Jackson.
Dans le film réalisé par Tim Burton en 1994 sur Ed Wood, elle est interprétée par l'actrice Juliet Landau.

## Filmographie
- Dr. Harvey W. Wiley (1955) (TV)
- Hallmark Hall of Fame (série TV) (1955)…. Louise Livingston
- La Fiancée du monstre (1955)…. Janet Lawton
- Tough (1974)
- Joey (1977)